# 東濃鉄道DB181形ディーゼル機関車
東濃鉄道DB181形ディーゼル機関車（とうのうてつどうDB181がたディーゼルきかんしゃ）は、かつて東濃鉄道笠原線で運用されていたディーゼル機関車である。

## 概要
1953年（昭和28年）に1両のみ（DB181）のみ入線し、同年1月18日に笠原線で運用が開始された、18t級のディーゼル機関車である。Dはディーゼル機関車。Bは軸配置。18は自重量（18t）。1は東濃鉄道のディーゼル機関車の1号機を表すという。
車籍上は新造とされているが、これは名目上のことで、実際には1952年（昭和27年）に財務局から譲受したディーゼル機関車であり、さらに前身をたどると1940年（昭和15年）に新潟鐵工所で製造された海軍策二燃料廠（四日市）向けのセミセンターキャブの凸形機関車である。入線時に自社で機関の換装を行ったが、機関を収納するために全長を約900mm、軸距を5mm延長する改造を行なった。
動力伝達方式は機械式、足回りはロッド駆動の2軸車である。また始動用の機関としてガソリンエンジンを備えていた。
1964年（昭和39年）、DD100形が入線すると運用は少なくなり、1967年（昭和42年）に廃車となった。

## 主要諸元
- 全長：7,063mm
- 全幅：2,650mm
- 全高：3,090mm
- 運転整備重量：18.0t
- 機関：ふそうDE-4形ディーゼル機関1基
- 軸配置：B
- 出力：175PS/2600rpm
- 制動装置：手・空気ブレーキ
- 動力伝達方式：機械式
- 最大運転速度： km/h